# Naberejne, Buceaci
Naberejne (în ucraineană Набережне) este un sat în comuna Kosmîrîn din raionul Buceaci, regiunea Ternopil, Ucraina.

## Demografie
Componența lingvistică a localității Naberejne
     Ucraineană (100%)
Conform recensământului din 2001, toată populația localității Naberejne era vorbitoare de ucraineană (100%).